# Géographie de Pluton
Ne doit pas être confondu avec Géologie de Pluton.

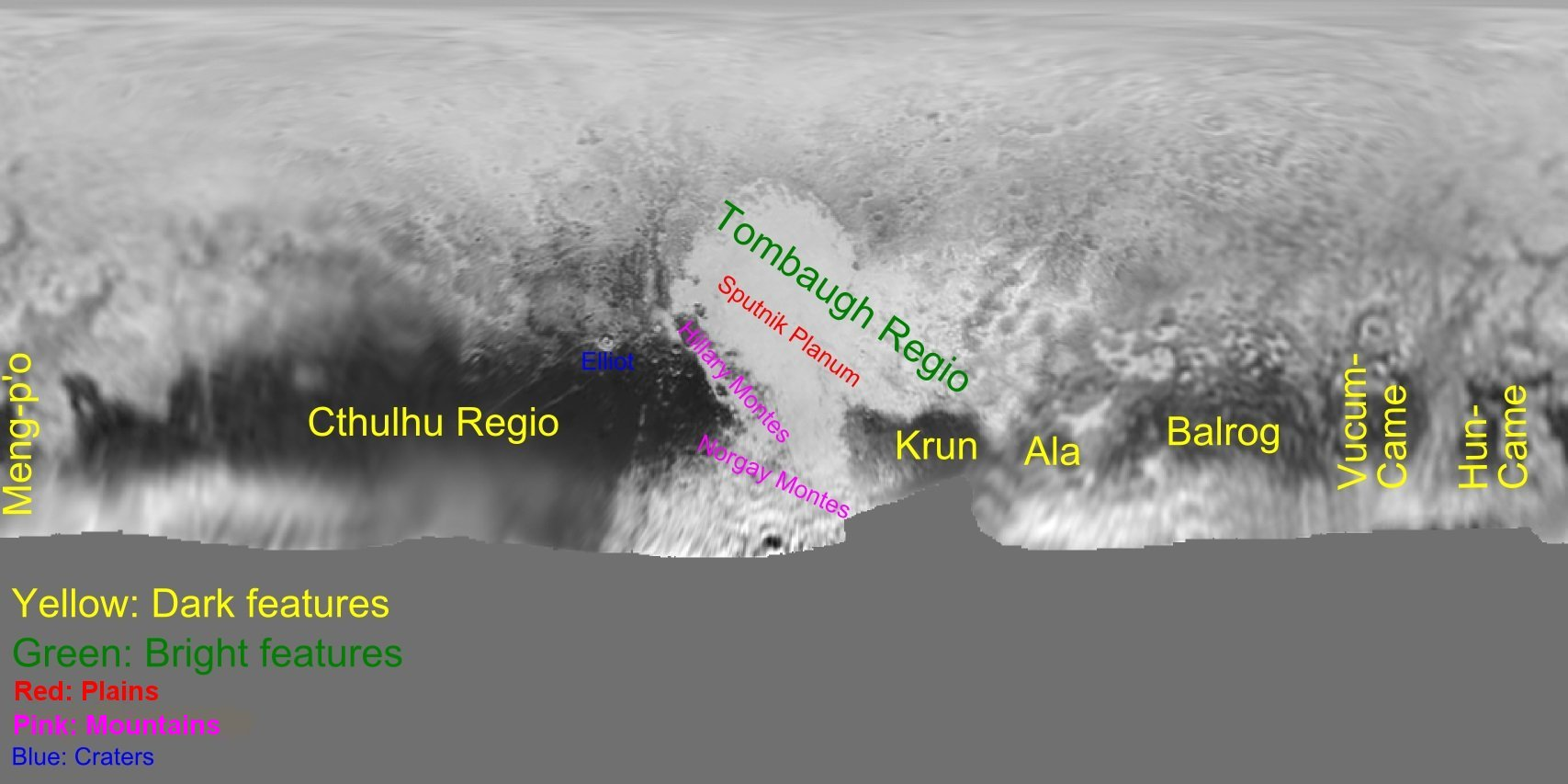
Carte de Pluton, reconstruite à partir d'images de New Horizons.

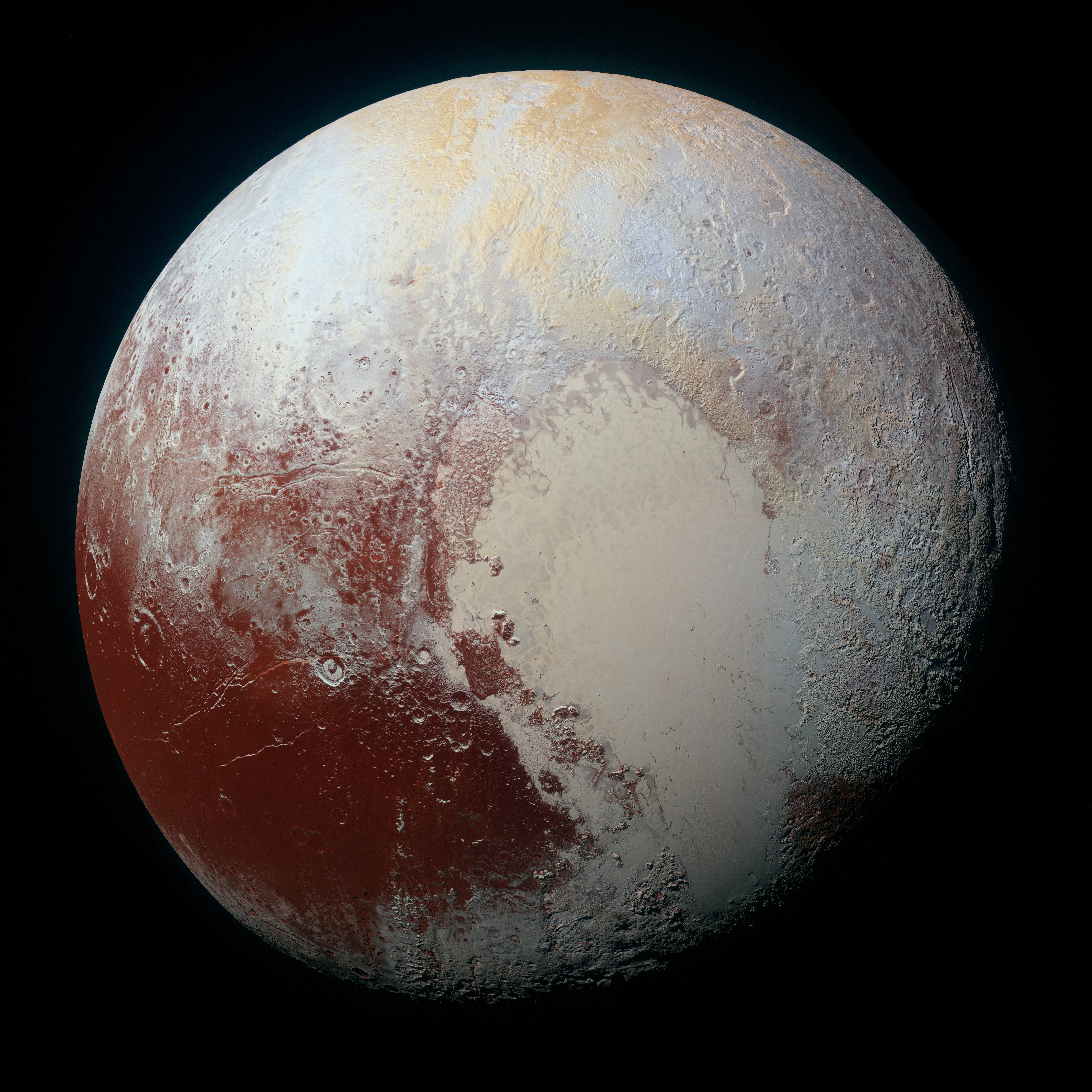
Image détaillée de la face survolée par la sonde New Horizons, en fausses couleurs.

La géographie de Pluton regroupe les disciplines, telles que la topographie, la géomorphologie, la climatologie ou des sciences concernées par l'étude de la géographie physique de Pluton.
Le terme d'hadéographie, bien que sémantiquement correct sur le modèle de la sélénographie ou de l'aréographie, n'est pas rencontré dans les faits.

## Orientation
L'orientation de Pluton pourrait être définie soit comme ayant une rotation rétrograde et une inclinaison axiale de 60 degrés, soit une rotation prograde et une inclinaison de 120 degrés. Selon la dernière convention, l'hémisphère actuellement en plein jour est l'hémisphère nord, tandis que l'hémisphère sud reste pour le moment plongé dans l'obscurité. Cette convention, correspondant à celle en vigueur pour les planètes mineures, est celle utilisée par l'Union astronomique internationale et l'équipe de New Horizons. Cependant, des sources plus anciennes, qui utilisaient la convention en vigueur pour les planètes, définissaient la rotation de Pluton comme rétrograde en définissant le côté ensoleillé comme l'hémisphère sud. La définition de l'axe nord-sud implique la définition de l'est et de l'ouest.

## Régions et caractéristiques géologiques

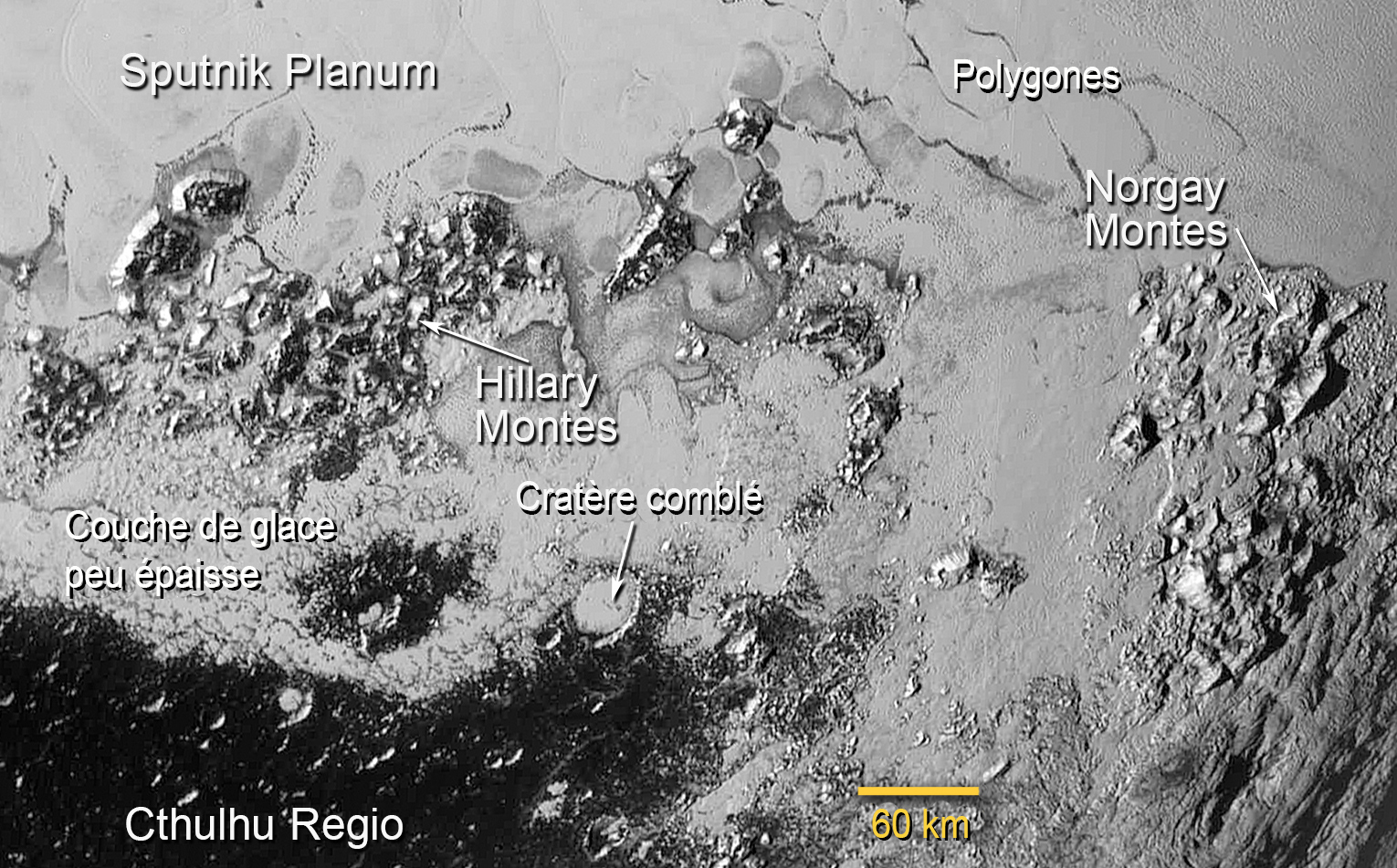
Carte détaillée (en noir et blanc) au sud de la Plaine Spoutnik.

### Nomenclature
L'Union astronomique internationale a décidé que les structures géographiques de Pluton seront nommées d'après les cinq thèmes suivants :
- Noms donnés à l'Outre-Monde dans les mythologies du monde,
- Dieux, déesses et nains associés à l'Outre-Monde,
- Héros et explorateurs de fiction ou d'Outre-Monde,
- Écrivains associés à Pluton et à la ceinture de Kuiper,
- Scientifiques et ingénieurs associés à Pluton et à la ceinture de Kuiper, vaisseaux spatiaux.

La répartition des thèmes suivie par l'équipe de New Horizons selon le type de structure — qui reste à être approuvée par l'UAI — est la suivante :
- P1 : missions spatiales et vaisseaux spatiaux :
  - satellites (artificiels) en orbite autour de la Terre : planum (plateau/haute plaine), colles (colline)
  - sonde lunaire : linea (marque allongée)
  - sonde interplanétaire : terra (grande étendue de terre)
- P2 : scientifiques et ingénieurs : cratère, regio (région) brillante
- P3 : explorateurs historiques : montes (montagne), rupes (bord abrupt), vallis (vallée)
- P4 : êtres de l'Outre-Monde : regio (région) sombre, macula (tache sombre)
- P5 : Outre-Mondes et habitants d’Outre-Mondes : dorsa (dorsales), cavus (dépression profonde)
- P6 : voyageurs vers l’Outre-monde : fossa (fosse, dépression longue et fine).

Pour le moment aucun nom de la liste ci-dessous, dont certains ne respectent pas la nomenclature de l'UAI, n'a été retenu d'une manière officielle ; ce n'est qu'une proposition de l'équipe de New Horizons.

### Liste
Liste officielle au 27 septembre 2023 :
- 2 cavi : Adlivun Cavus (en) et Hekla Cavus ;

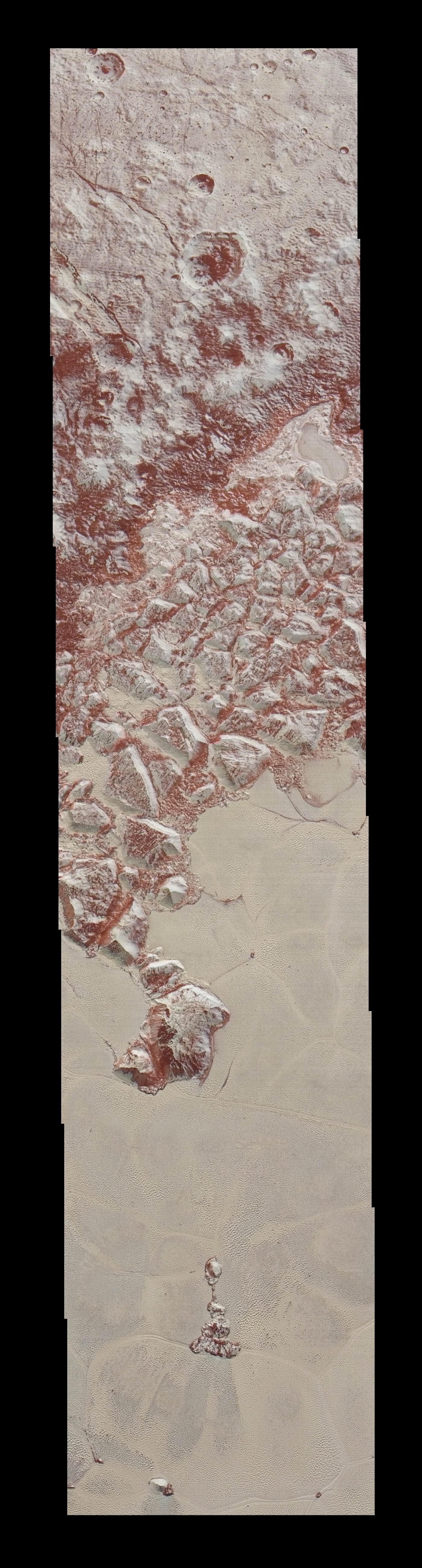
Les monts al-Idrisi.

- 2 colles : Challenger Colles et Columbia Colles ;
- 14 cratères : Burney, Coradini, Coughlin, Edgeworth (anciennement K. Edgeworth), Elliot, Hardaway, Hardie, Khare, Kiladze, Kowal, Oort, Pulfrich, Simonelli et Zagar ;
- 1 ensemble de dorsa : Tartarus Dorsa (et ses pénitents de glace) ;
- 10 fossae : Beatrice Fossa, Djanggawul Fossae (en forme de Y), Dumuzi Fossa, Hermod Fossae, Inanna Fossa, Kaknú Fossa, Mwindo Fossae, Sleipnir Fossa, Uncama Fossa et Virgil Fossae ;
- 1 lac (lacus) : Alcyonia Lacus ;
- 6 lignes (linea, plur. lineae) : Chandrayaan Linea, Hiten Linea, Luna Linea, Surveyor Linea, Yutu Linea et Zond Linea ;
- 11 montagnes ou chaînes de montagnes (mons, plur. montes) : les monts al-Idrissi (Al-Idrisi Montes), les monts Baret (Baret Montes), le mont Coleman (Coleman Mons), les monts Elcano (Elcano Montes), les monts Hillary (Hillary Montes), le mont Piccard (Piccard Mons), les monts Pigafetta (Pigafetta Montes), les monts Tabei (Tabei Montes), les monts Tenzing (Tenzing Montes), le mont Wright (Wright Mons) et les monts Zheng He (Zheng He Montes) ;
- 1 palus : Hyecho Palus ;
- 4 plaines (planitia, plur. planitiae) : Lunokhod Planitia, Ranger Planitia, Rosetta Planitia et la plaine Spoutnik (Sputnik Planitia, anciennement Sputnik Planum) ;
- 4 régions (regio, plur. regiones) : la région Belton (Belton Regio ; anciennement officieusement la région Cthulhu, Cthulhu Regio), la région Lowell (Lowell Regio), la région Safronov (Safronov Regio, anciennement officieusement Krun Macula)  et la région Tombaugh (Tombaugh Regio) ;
- 2 rupēs : Piri Rupes et Ride Rupes ;
- 6 terrae : Hayabusa Terra, Pioneer Terra, Vega Terra, Venera Terra, Viking Terra et Voyager Terra ;
- 3 vallées ou groupes de vallées (vallis, plur. valles) : Hunahpu Valles, Lemminkäinen Vallis et Väinämöinen Vallis.

Il existe par ailleurs certains noms non officiels, comme 7 maculae : Cadejo, Morgoth, Ala, Balrog, Vucub-Came, Hun-Came et Meng-p'o.

### La région Cthulhu
Origine du nom : Cthulhu, créature de fiction imaginée par l'écrivain H. P. Lovecraft.
Région sombre, surnommée la « baleine », qui s'étend sur plus de 3 000 kilomètres de long au niveau de l'équateur de Pluton, donc plus de 40 % de la circonférence de Pluton, possiblement recouverte de glaces moins volatiles que celle d'azote, comme celle de méthane.
Note : ce nom ne respecte pas la nomenclature de l'UAI.

### La région Tombaugh

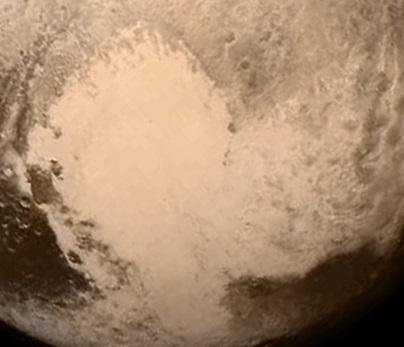
Le « cœur », vu par New Horizons le 13 juillet 2015

Origine du nom : Clyde Tombaugh, découvreur de Pluton en 1930. 
C'est une grande zone claire en forme de cœur, de plus de 2 000 kilomètres de large. Le lobe ouest du cœur est recouvert de glace de monoxyde de carbone. Ce lobe comprend la plaine Spoutnik. Au sud-ouest de la région Tombaugh se trouvent les monts Norgay.

#### Les monts Tenzing
Origine du nom : Tensing Norgay, le guide sherpa qui atteint le sommet de l'Everest avec Edmund Hillary en 1953.
Ces montagnes de glace pouvant atteindre l'altitude de 3 400 mètres sont survolées et photographiées par la sonde New Horizons en juillet 2015.

#### La plaine Spoutnik
Origine du nom : Spoutnik 1, le tout premier satellite artificiel de la Terre en 1957.

#### Les monts Hillary

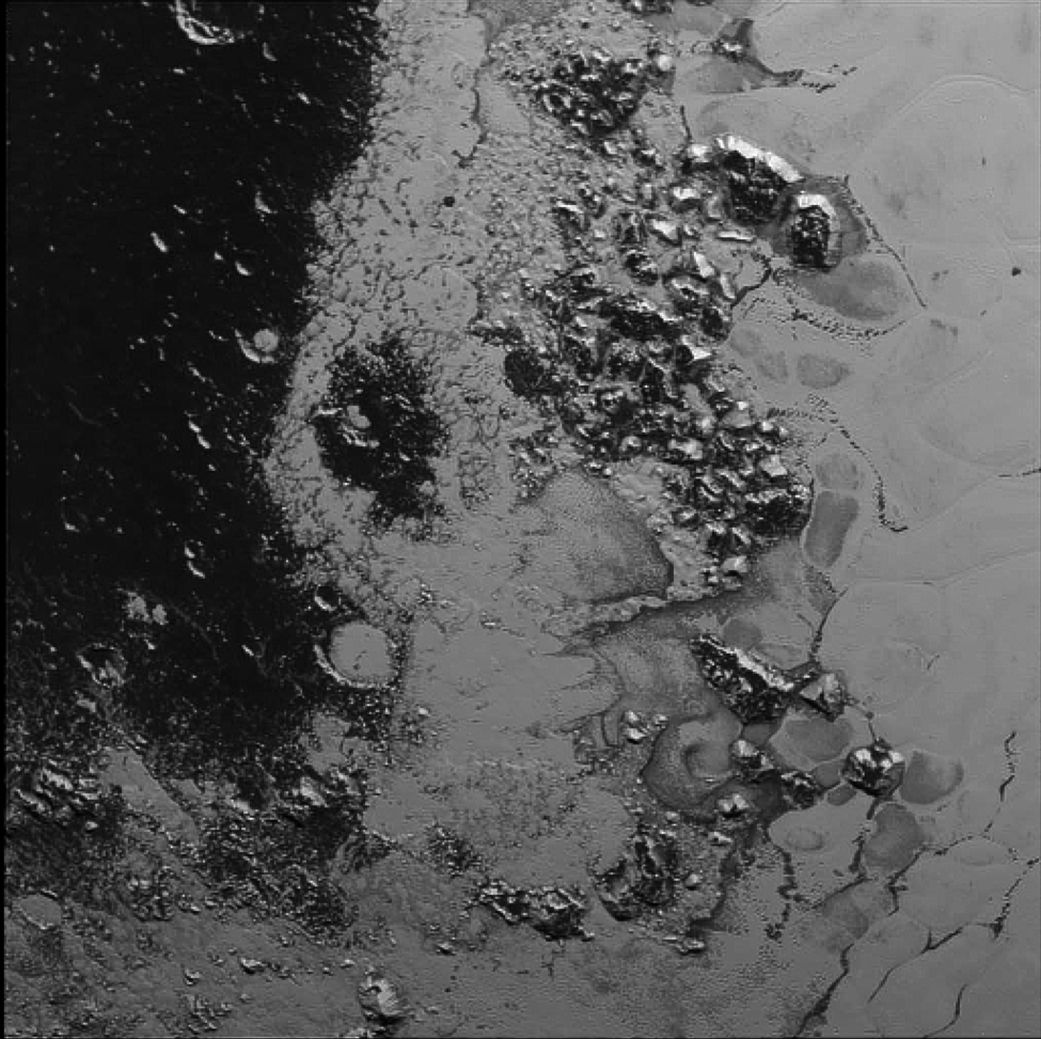
Les monts Hillary.

Une deuxième chaîne de montagnes, baptisée monts Hillary, se situe juste à l'ouest de la plaine Spoutnik, à environ 110 kilomètres au nord-ouest des monts Tenzing.

### Le «poing américain»

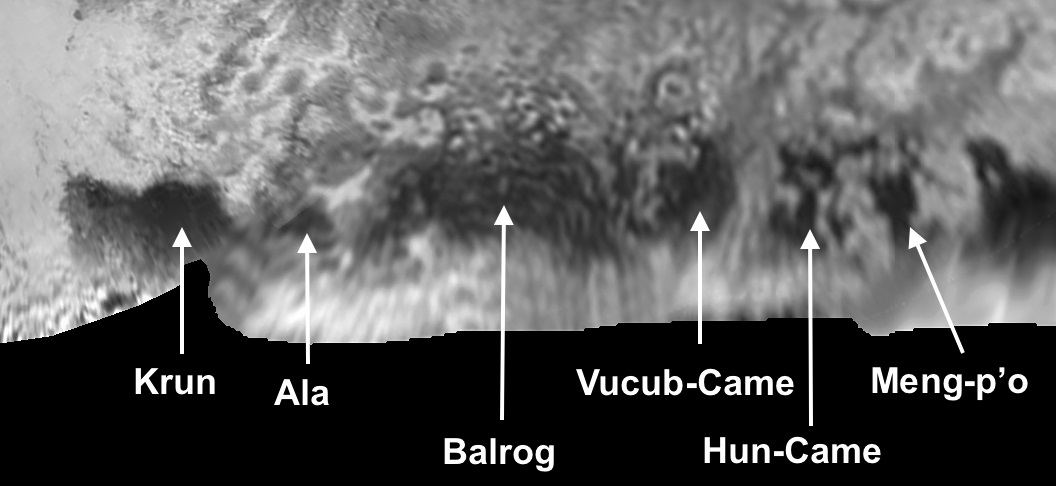
La région du poing américain

Le « poing américain » (en anglais Brass Knuckles) est une série de régions à faible albédo ou maculae, apparaissant donc comme des taches sombres aux frontières irrégulières, espacées de façon semi-régulière. Chaque tache mesure environ 500 kilomètres de diamètre. L'ensemble est situé entre la région Tombaugh (le cœur) et la « queue » de Cthulhu (la baleine), à l'est du premier et à l'ouest du second,. En allant de l'ouest (au sud de la région Tombaugh) vers l'est (à l'ouest de la queue de la Baleine), les taches sont, Krun, Ala, Balrog, Vucub-Came et Hun-Came (K'iche'), et Meng-p'o (mythologie chinoise). Les noms, proposés par l'équipe de New Horizons, proviennent de diverses divinités chtoniques ou démons et doivent encore être officialisés par l'Union astronomique internationale.

#### Krun
Origine du nom : Krun, seigneur d'en bas dans la religion mandéenne.
Région sombre située immédiatement à l'Est de la région Tombaugh, à l'opposé de Cthulhu.

#### Ala
Origine du nom : Ala, une divinité de la religion traditionnelle des Igbos, une ethnie nigériane.
Il s'agit de la plus petite tache du « poing américain » et de la deuxième en partant de l'Ouest. Elle se trouve entre les taches Krun et Balrog.

#### Balrog
Origine du nom : les balrogs, une race de fiction du « légendaire » de Tolkien.
Il s'agit de la plus grande tache du « poing américain ».
Note : ce nom ne respecte pas la nomenclature de l'UAI.

#### Vucub-Came
L'autre divinité de la mort des Mayas K'iché (Popol Vuh)

#### Hun-Came
Une des deux divinités de la mort des Mayas K'iché (Popol Vuh)

#### Meng-p'o
Meng-p'o est une divinité du dixième royaume des morts dans la mythologie chinoise.

### Le «donut»

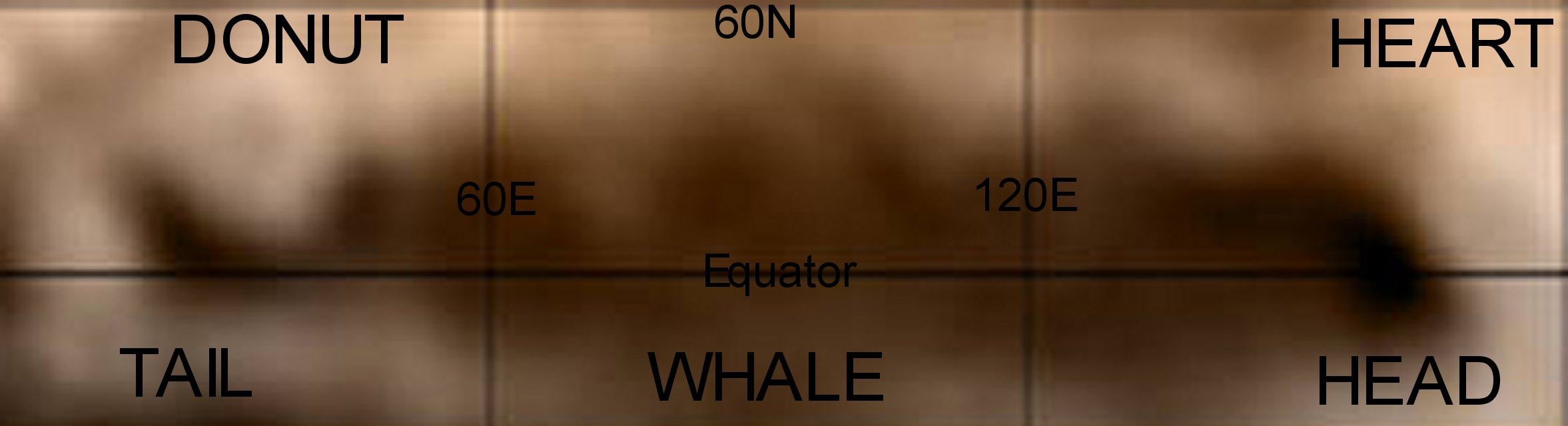
Le « Donut » est situé juste au-dessus de la « queue de la baleine.

Juste au-dessus de la « queue de la baleine » se trouve un relief brillant qui, sur les images en basse résolution (voir l'image à gauche), a la forme d'un anneau de 350 kilomètres de diamètre. Cependant, cette forme n'apparaît plus sur les images en haute résolution (voir carte en haut de l'article).

## Méridien
Le méridien de référence de Pluton est le méridien centré sur l'hémisphère faisant face à Charon. En effet, Pluton et Charon étant en rotation synchrone et se montrant l'un à l'autre toujours la même face, le méridien origine ainsi défini est fixe sur la surface de Pluton.